# Kreisgrabenanlage Groß Rosenburg
Die Kreisgrabenanlage Groß Rosenburg ist eine spätneolithische Kreisgrabenanlage bei Groß Rosenburg, einem Ortsteil von Barby im Salzlandkreis, Sachsen-Anhalt.

## Forschungsgeschichte
Die Anlage wurde bei einer Luftbildprospektion des Landesamtes für Denkmalpflege und Archäologie Sachsen-Anhalt entdeckt. 2005 erfolgte eine Probegrabung durch das Institut für Kunstgeschichte und Archäologien Europas der Martin-Luther-Universität Halle-Wittenberg unter der Leitung von André Spatzier. Die Grabung erfolgte auf einer Fläche von 410 m² im nordöstlichen Bereich.

## Befunde
Die Anlage besteht aus einem einfachen Graben mit einem Durchmesser von etwa 70 m. Im Nordosten besitzt sie eine 1,70 m breite Öffnung. Der Graben wurde als Sohlgraben angelegt und hat eine erhaltene Tiefe zwischen 0,40 m und 1,10 m sowie eine Breite zwischen 2,00 m und 3,10 m. Eine größere Anzahl an Oberflächenfunden deutet darauf hin, dass die Anlage durch Erosion und Landwirtschaft bereits einigen Schaden erlitten hat. Die Verfüllung bestand aus Humus, im unteren Bereich gab es Einschwemmungen von Sand und sandig-humosem Material.
Innerhalb und außerhalb des Grabens wurden zahlreiche Gruben und ein bronzezeitliches Steinpackungsgrab entdeckt und ergraben.

## Funde
Den Großteil der Funde aus dem Graben machten Keramikscherben aus. Daneben wurden Knochen, Silexartefakte und Hüttenlehm gefunden. Das Steinpackungsgrab enthielt zwei mit Leichenbrand gefüllte Urnen.

## Datierung
Mittels Radiokarbonmethode konnten einige der Kochen auf 3350–3080 cal. BC datiert werden. Die aus dem Graben stammende Keramik weist sowohl Merkmale der jüngeren Trichterbecherkultur als auch der Bernburger Kultur auf. Die Gruben sind nach Aussage des gefundenen Keramikmaterials vorwiegend der Bernburger Kultur zuzuordnen, einige aber auch der späten Bronzezeit. Das Steinpackungsgrab ist der spätbronzezeitlichen Saalemündungsgruppe zuzuordnen.